# Duża Wólka
Duża Wólka (deutsch: Groß Schwein) ist ein Dorf in der Landgemeinde Grębocice im Powiat Polkowicki (Kreis Polkwitz) der Woiwodschaft Niederschlesien in Polen.

## Sehenswürdigkeiten
Das Schloss wurde als Renaissance-Gutshaus 1570 errichtet und Anfang des 19. Jahrhunderts im Empire-Stil umgebaut. Ende des 19. Jahrhunderts entstand der dazugehörige Park.

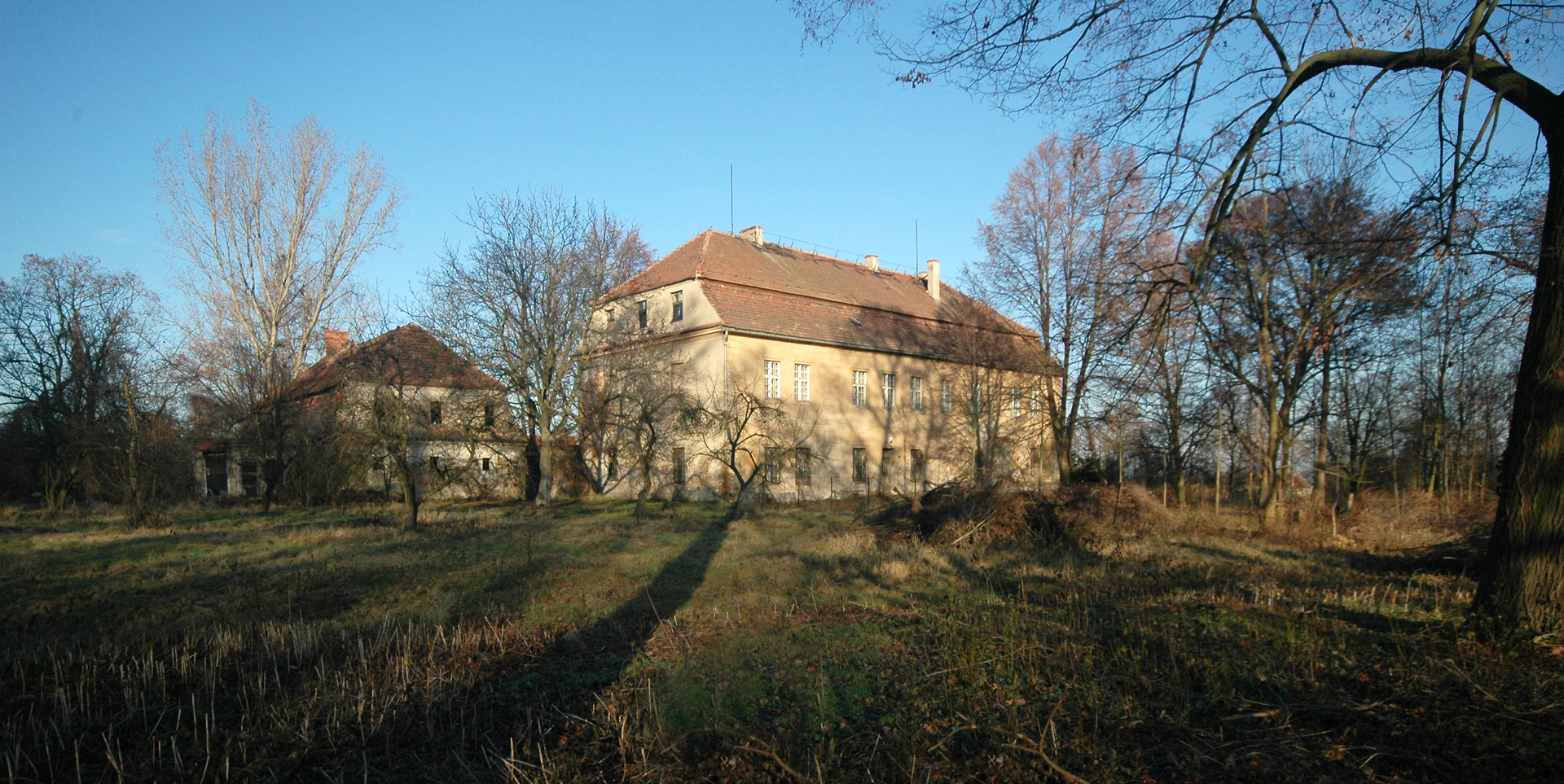
Schloss 2008
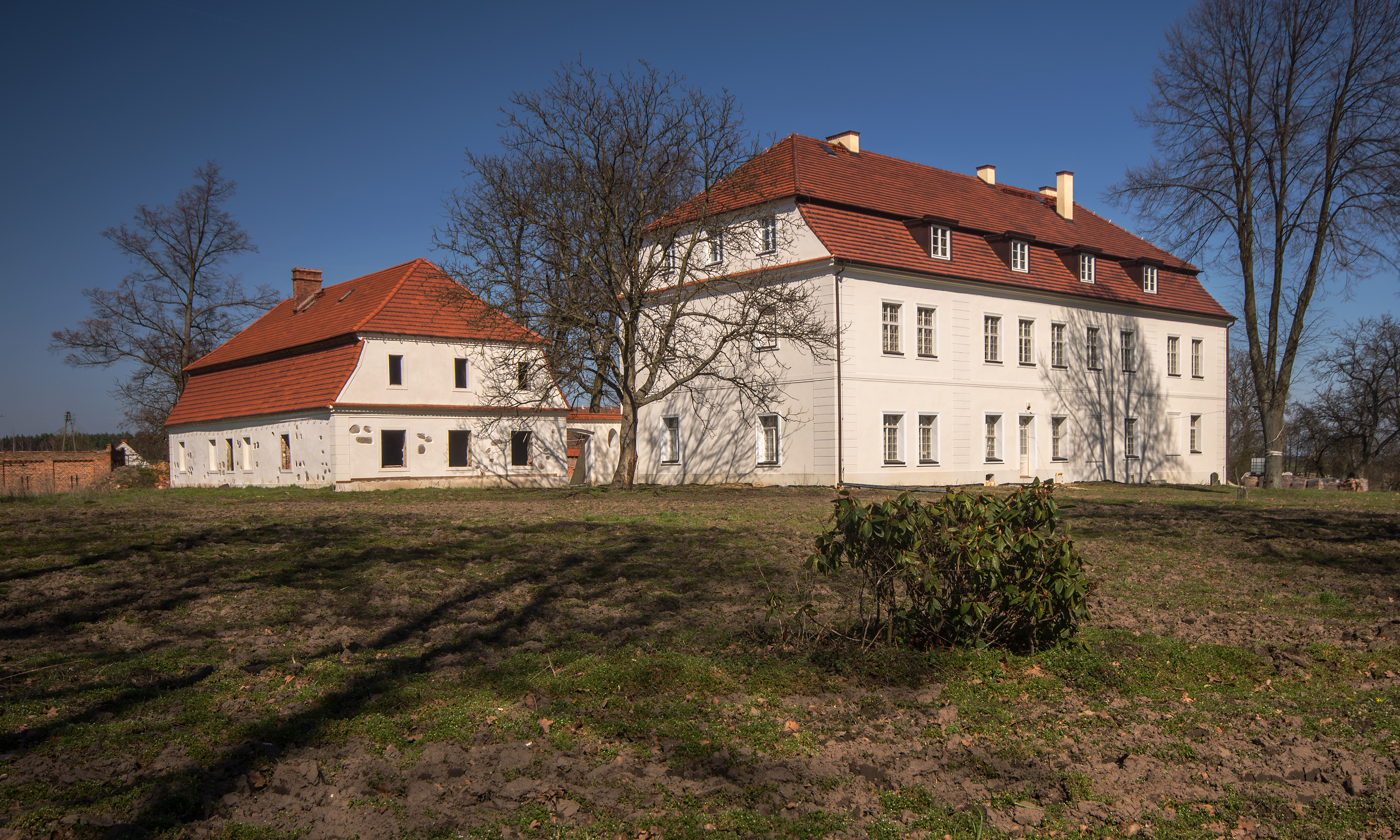
Schloss 2016

## Persönlichkeiten
- Martha Remmert (1853–1941), Pianistin, Komponistin und Dirigentin.